# Mensch zuerst – Netzwerk People First Deutschland
Das Mensch zuerst – Netzwerk People First Deutschland e. V. ist eine deutsche Selbstvertretungs-Vereinigung von „Menschen mit Lernschwierigkeiten“ (Selbstbezeichnung). Sie hat ihren Sitz in Kassel.

## Geschichte
Die People-First-Bewegung begann 1968 in Schweden. Eine Elternorganisation tagte unter dem Motto: „Wir sprechen für sie!“ Auf der Tagung beschlossen die Söhne und Töchter der Tagungsteilnehmer, dass sie für sich selbst sprechen wollten. Diesem Beispiel folgten Teilnehmer an Tagungen in England und Kanada. Bewohner des Fairview Training Centers in Salem initiierten 1974 eine Organisation von „developmentally disabled people“, um für sich selbst zu sprechen. Sie bezeichneten sich von nun an als „people with developmental disabilities“, die gemeinsam lernen wollten, wie sie ihre eigene Stimme finden können. In England bezeichneten sich die Mitglieder von „People First“ dagegen von Anfang an als „people with learning difficulties“. Noch im Jahr 2000 wurde in Österreich People First als Interessenvertretung von Menschen mit einer „Lernbehinderung“ vorgestellt.
Der deutsche Ableger von People First wurde im Jahr 2001 unter dem Namen Netzwerk People First Deutschland e. V. gegründet. Anlass der Gründung war das Bedürfnis eines Kasselers, einen Vortrag zum Thema „Klinikaufenthalt nicht einwilligungsfähiger Personen“ inhaltlich zu verstehen. Die benutzte „Schwere Sprache“ des Vortrags bildete für ihn eine Verständnisbarriere. Diese Situation gilt als „Geburtsstunde der Initiative ‚Mensch zuerst‘“ in Deutschland. Seit November 2005 nennt sich die Initiative Mensch zuerst – Netzwerk People First Deutschland e. V. Durch die Übersetzung des weltweit benutzten Namens ins Deutsche sollte der eigenen Forderung nach Verwendung von Leichter Sprache Rechnung getragen werden.
Regionale Gruppen bestehen zum Beispiel in Berlin, Dortmund, Duisburg, Großburgwedel, Hamburg, Hannover, Kassel, Mannheim, München, Reutlingen, Bielefeld, Halle, Kehl-Kork,
Weltweit bestehen Gruppen in Großbritannien, Hongkong, Italien, Japan, Kanada, Neuseeland, Österreich, der Schweiz und in vielen Bundesstaaten der USA, die untereinander vernetzt sind.

## Ziele und Aktivitäten

### Veränderungen im Sprechen und Denken
Entsprechend dem Motto der US-amerikanischen Schwesterorganisation People first gilt auch für Mensch zuerst das Motto: „Words do matter.“ (‚Die Wortwahl ist wichtig.‘) Der Verein setzt sich dafür ein, dass traditionell als „Behinderte“ bezeichnete Menschen primär als Menschen angesehen werden sollen, wobei das Faktum der Behinderung nicht unbedingt sprachlich thematisiert werden müsse. Das Anliegen, Behinderungen nicht zu sehr zu betonen, kommt sprachlich dadurch zum Ausdruck, dass nicht mehr vom „behinderten Menschen“ die Rede ist (wobei die Behinderung durch Erstnennung betont wird), sondern vom „Menschen mit Behinderung“ (entsprechend dem Motto People first wird das Menschsein betont).
Das Netzwerk lehnt die Ausdrücke Geistige Behinderung und Lernbehinderung ab und setzt sich für ihre Abschaffung ein, da sie von seinen Mitgliedern als diskriminierend empfunden werden. Als Alternative für beide Begriffe wird von „Mensch zuerst“ der Ausdruck Lernschwierigkeiten verwendet. „Menschen mit Lernschwierigkeiten“ seien keine „ganz anderen“ Menschen; sie hätten ähnliche Gefühle, Gedanken und Wünsche wie andere Menschen.
Laut einer von der Universität Frankfurt am Main veröffentlichten Studie können „Menschen mit ‚geistiger Behinderung‘ […] als ‚behindert‘ im Sinne von ‚gehindert werden‘ betrachtet werden. Sie machen von Anfang an behindernde Interaktionserfahrungen […], ihre angeborene Neugier und die Motivation zu lernen wird durch die Erfahrung der Nicht-Passung mit der Umwelt, durch das Erleben von Misserfolgen gehemmt. Der Antrieb zu Interaktion wie auch zum Lernen im Sinne von Neugier erscheine geschwächt und werde im Verlauf der Sozialisation in erhöhtem Maß (in pädagogischer und fördernder Absicht) von außen reguliert […]. Lernunterschiede könnten daher auf eine abweichende Entwicklung der Lernmotivation zurückgeführt werden, sie seien nicht oder nicht allein durch abweichende kognitive Fähigkeiten zu erklären […].“
Barrieren in Form des Nicht-Verstehens von Informationen können Mensch zuerst zufolge zu einem Großteil dadurch behoben werden, dass Sprecher bzw. Schreiber sich der Leichten Sprache als Mittel der Verständigung bedienten. In den USA entwickelte People first 1996 „Easy Read“, die englischsprachige Version der Leichten Sprache.

### Veränderungen der gesellschaftlichen Realität
Der Verein strebt an, dass Menschen mit Behinderung in der Praxis die gleichen Rechte zuteilwerden wie als nicht-behindert geltenden Menschen. Damit verbindet sich der weitreichende Anspruch, die Definitionsgewalt über die eigene Lebenssituation und folglich auch über die spezifischen Unterstützungsbedarfe zu erlangen; auch gegenüber all jenen, die für sie – wie Eltern und Familien – besondere Sorge tragen; und auch gegenüber allen Experten, die in Wissenschaft und Politik jene Bedingungen gestalten, unter denen Menschen mit besonderem Unterstützungsbedarf ihr Leben (in der Regel mit sozialprofessioneller Begleitung) zu führen haben.
Zentrale Anliegen sind:
- das Recht auf lebenslanges Lernen ohne Trennung von Menschen ohne Behindertenstatus,
- ein gerechter Arbeitslohn[13][14],
- das selbstbestimmte Wohnen und die Mitbestimmung in Wohnheimen,
- die Verwendung von Leichter Sprache,
- die volle Teilhabe am Leben, vor allem in den Bereichen Sport und Kultur,
- die gleichberechtigte Teilnahme am Straßenverkehr,
- das Recht auf selbstbestimmte Sexualität, auf eine Partnerschaft und eigene Kinder,
- die Forderung nach Einbeziehung und Befragung, wo es um ihre eigenen Belange geht („Nichts über uns ohne uns“), vor allem in medizinischen Fragen,
- und die Selbstvertretung in der Öffentlichkeit.

Mensch zuerst setzt sich für das Projekt Persönliche Zukunftsplanung ein und stellt Informationsmaterial zur Verfügung, das „Menschen mit Lernschwierigkeiten“ Unterstützung bieten soll, um selbstbestimmt die eigene Zukunft planen zu können.
Einen Schwerpunkt der Arbeit bildet der Einsatz von Mensch zuerst für die Verwirklichung des Gebots der Inklusion, das durch das Übereinkommen über die Rechte von Menschen mit Behinderungen der UNO verbindlich wurde. Ein wichtiger Aspekt des Konzepts der Inklusion besteht darin, dass im Gegensatz zu Integrationskonzepten Menschen, die Teilhaberechte für sich einfordern, zur Erreichung dieses Zweckes nicht als Förderbedürftige markiert werden.

## Rezeption

### Formulierungsschema „Mensch mit …“
Der größte Erfolg der Bewegung People first besteht darin, dass weltweit das Formulierungsschema „Mensch mit …“ als Personenbezeichnung für zuvor als „Behinderte“ bzw. „behinderte Menschen“ Bezeichnete benutzt wird und die letztgenannten Bezeichnungen seltener verwendet werden. Dies trifft sogar auf einige Begriffsbenutzer zu, die sich dem medizinischen Modell der Behinderung verpflichtet fühlen und auf exakte Diagnosen Wert legen. Der Begriff „Menschen mit Lernschwierigkeiten“ hat auch in wissenschaftliche Studien Eingang gefunden.
Allerdings wird auch kritisiert, dass der Begriff „Mensch mit Lernschwierigkeiten“ als Synonym für „Mensch mit erheblichen kognitiven Beeinträchtigungen“ Verwirrung stifte: „[D]ie Zielgruppe ‚Menschen mit Lernschwierigkeiten‘ [besteht] aus mindestens zwei Gruppen, nämlich Menschen mit Lernschwierigkeiten und Menschen mit kognitiven Behinderungen, Letztere aber [möchten] selbst als ‚Menschen mit Lernschwierigkeiten‘ bezeichnet werden“. Eigentlich würden nämlich als „Lernschwierigkeiten“ traditionell „eher temporäre, partielle und leichtere Formen der Lernerschwernis“ bezeichnet.
Ein völlig anderes Konzept als Mensch zuerst verfolgt die Disability Pride-Bewegung. Ihr geht es darum, Menschen mit Behinderung dazu zu bringen, dass sie Selbstachtung und Stolz auf ihr „So-Sein“ empfinden (als Menschen, die auf spezifische Weise „anders“ sind als die Mehrheit der Bevölkerung – wie andere Minderheiten, die „ihre“ „… Pride“-Bewegung gegründet haben, z. B. Mad Pride –). Typisch für diese Haltung ist das Statement einer Bloggerin: Behindert „ist unser Wort[,] und wenn das andere Menschen missbrauchen müssen, dann ist das so. […] Aber dann müssen wir dafür sorgen, dass es wieder in unsere Hände gerät[,] und den Menschen dazu einen positiveren Impact geben.“ Im englischsprachigen Raum unterscheidet man zwischen einer „People-First Language“ (die wenig zielführend sei, wenn es um die Durchsetzung von Teilhaberechten gehe) und einer „Identity-First Language“. Auch Maysoon Zayid und Seda Taptik fordern, dass die „Person-Zuerst-Sprache“ als Standard durch die „Identität-Zuerst-Sprache“ abgelöst werden müsse. Generell müsse man von den „Wohlfühlalternativen“ zu dem Wortfeld „Behinderung“ wegkommen.

### Engagement für die Verwendung Leichter Sprache
Mensch zuerst und (u. a.) die Bundesvereinigung Lebenshilfe gehören dem Netzwerk Leichte Sprache an, welches die Verwendung der Leichten Sprache fördert. Für seinen Einsatz mit dem Ziel der Verwendung Leichter Sprache erhielt der Verein Mensch zuerst im Jahre 2009 den Initiativpreis des Vereins Deutsche Sprache.
In den Landesmitteilungen des vds Sachsen wird 2014 die Leichte Sprache als „Gruppensprache der Menschen mit Lernschwierigkeiten“ charakterisiert, welche die Menschen benötigten, um barrierefrei kommunizieren zu können.
Der deutsche Betreuer-Gerichtstag (BGT) verlieh 2018 den BGT-Förderpreis an Mensch zuerst. Der Verein habe sich, so die Begründung, durch Informationen in Leichter Sprache darum verdient gemacht, dass „die von einer Betreuung betroffenen Menschen […] verstehen können[,] worum es geht, wenn das Betreuungsgericht einen Betreuer oder eine Betreuerin bestellt.“